# MUTUAL LOVE
MUTUAL LOVE（ミューチュアル ラブ）は、エフエム富士の毎週日曜日17:30～18:00の時間帯で放送されていたラジオ番組。
2008年10月5日から2009年12月27日まで放送。パーソナリティは下川みくに。

## 概要
- FM-FUJIのSTUDIO ViViDで録音されていた。
- メール、お便り紹介が中心であり、かかる曲は下川の曲、下川推薦の曲が主だった。ゲストが入った時は、ゲストの曲も数曲放送されていた。
- 女子限定のコーナーが存在し、女性リスナーに重きを置いている面もあった。
- 本番組終了後、3か月のブランクを置いて、2010年4月6日から『Music Spice!』の火曜日パーソナリティとして再びエフエム富士でパーソナリティを務めている。

## コーナー
みくに神社
「困った時のみくに頼み」がキャッチコピー。リスナーはメールなどで困り事、相談事を書いて送り、下川がアドバイスや応援などで返すというコーナー。
代々木392
女子限定のコーナーであり、お便りは女性のみから受け付けている。「代々木392」という架空のビルの中にあるカフェなどの店の中で話をする感覚というコンセプトで、渋谷109を意識したタイトルのコーナー。
無茶ぶり!
リスナーから、下川にやってほしい物真似やボケネタなどの、むちゃぶりの一発ネタを募集し、下川がこれに挑戦する。コーナーの冒頭には『必殺仕事人V』のイントロ部分が流れる。
自由時間
普通のお便りは、主にこのコーナーで紹介されている。
今週のおすすめちゃん
下川一押しの物を紹介するコーナー。ゲストコーナーになることもある。

## ゲスト
- Cherry（Baby Boo） - 2008年11月23日 ※この日は30分全編、ゲストトークで放送された。
- 井上昌己 - 2009年7月19日
- Lfun - 2009年7月

| FM-FUJI 日曜日 17:30－18:00 枠 | FM-FUJI 日曜日 17:30－18:00 枠 | FM-FUJI 日曜日 17:30－18:00 枠              |
| 前番組                         | 番組名                         | 次番組                                      |
| ------------------------------ | ------------------------------ | ------------------------------------------- |
| POP UP BEAUTY                  | MUTUAL LOVE                    | FLOWER VILLAGE （※金曜日深夜24:00から移動） |